# Тандем (фильм, 1997)
«Тандем» (там. இருவர், Iruvar) — индийская политическая драма режиссёра Мани Ратнама, снятая на тамильском языке и вышедшая в прокат 14 января 1997 года. Главные роли исполнили Моханлал и Пракаш Радж. В фильме дебютировала победительница конкурса «Мисс мира 1994» Айшвария Рай.
Сюжет картины вдохновлён историей жизни политических икон Тамилнада 1980-х годов М. Г. Рамачандран и М. Карунанидхи и взаимоотношениям между тамильским кино и дравидской политикой.
Фильм заработал две Национальные кинопремии, две Filmfare Awards South и был показан на нескольких кинофестивалях. Этот фильм стал одним из немногих фильмов Мани Ратнам, в которого нет хинди-язычного дубляжа.

## Сюжет
Ананд — актёр, перебивающийся эпизодическими ролями. Наконец, ему улыбается удача, и режиссёр даёт ему главную роль. На съёмках он знакомится с писателем Тамизселваном и просит его написать диалоги для его героя. Тот в свою очередь знакомит его с политической партией, в которой состоит.
Мать Ананда устраивает его свадьбу с деревенской девушкой Пушпой, Селван также женится на Маратагам. После медового месяца Ананд возвращается на съёмки и узнаёт о том, что фильм закрыли из-за финансовых проблем. Он снова берётся за эпизодические роли, но теряет свой энтузиазм. К тому же мать сообщает ему, что Пушпа умерла в деревне от лихорадки.
Вскоре Ананду вновь предлагают главную роль, а Селван снова пишет для него диалоги. Фильм становится хитом, принеся исполнителям главных ролей безумную любовь поклонников. Селван приглашает Ананда вступить в партию. На одной из партийных акций Селван встречает Сентамараи и влюбляется с первого взгляда. Рамани, партнёрша Ананда по фильму, решает бросить кино из-за своего дяди, который считает, что она обязана ему за карьеру, и Ананд предлагает ей выйти за него замуж.
Партийный лидер выдвигает кандидатуру Ананда на выборы в законодательное собрание, хотя Селван был против. В это же время Ананд подыскивает новую актрису себе в пару, и ему предлагают Калпану, которая как две капли воды похожа на его погибшую жену Пушпу. Ананд хочет отказаться, но Рамани уговаривает его не делать этого. На съёмках он случайно получает ранение, а партия использует этот случай для агитации на выборах и выигрывает. После этого партийный лидер принимает решение уйти. С поддержкой Ананда Селвану удаётся занять его место и стать главным министром штата.

## В ролях
- Моханлал — Анандан
- Пракаш Радж — Тамизселван
- Айшвария Рай — Пушпавалли, первая жена Ананда / Калпана, актриса
- Табу — Сентамараи, возлюбленная Селвана
- Ревати[англ.] — Маратагам, жена Селвана
- Гаутами[англ.] — Рамани, вторая жена Ананда
- Нассер[англ.] — Велатамби, партийный лидер
- Раджеш[англ.] — Мадиванан, соперник Селвана
- С. Н. Лакшми[англ.] — мать Селвана
- Дели Ганеш — Намби, ассистент режиссёра
- Мадху — актриса в песне «Narumughaye»

## Производство
В октябре 1995 года после релиза фильма «Бомбей» Мани Ратнам объявил, что будет снимать фильм под названием Anandan с участием Моханлала, Наны Патекара и победительницы конкурса «Мисс Мира» 1994 года Айшварии Рай. Первоначально предполагалось, что фильм визуализирует борьбу между лидером LTTE Велупиллаи Прабхакараном и его бывшим заместителем Махаттаей, который был казнен в 1995 году по обвинению в заговоре с целью убить своего наставника. Но потом ленту переименовали в Iruvar (Тандем), а режиссёр зажёгся идеей показать жизнь политических икон 1980-х годов М. Г. Рамачандрана и М. Карунанидхи и взаимоотношения между Колливудом и дравидийской политикой.
Сыграть центрального персонажа, вдохновленного бывшим актёром-политиком М. Г. Рамачандраном, было предложено актёру Моханлалу. Мани Ратнам утверждал, что ему «удалось сделать всё абсолютно реалистичным с минимальными усилиями». На главную женскую роль режиссёр хотел взять новое лицо, и Раджив Менон представил ему Айшварию Рай, победившую на конкурсе «Мисс Мира» годом ранее. Её утвердили после фотопроб и сцены разыгранной в паре с Моханлалом. Айшвария сыграла в фильме двух персонажей, прототипом одного из которых стала Джаялалита Джаярам. Роль Тамизселвама предполагалось отдать Нане Патекару, но он вышел из проекта после нескольких споров о его гонораре. После этого на роль претендовали конкурент Моханлала в Молливуде Маммутти, а также Камал Хасан и Сатьярадж. Создатели также вели переговоры с Р. Сараткумаром и Митхуном Чакраборти, но они оказались безуспешны, поскольку требования обоих были слишком высоки, в то время как Арвинд Свами был утверждён и даже записал текст двух песен для саундтрека, прежде чем отказался из-за других обязательств. На роль также претендовал тогда никому неизвестный Мадхаван, но Мани отклонил его кандидатуру, поскольку счёл его слишком молодым. Окончательным выбором стал Пракаш Радж, который до этого сыграл небольшую роль в фильме «Бомбей». После завершения съёмок Мани Ратнам попросил Пракаша озвучить его персонажа самому, хотя тот до этого никогда не говорил в фильмах на тамильском. Дубляж занял у актёра четыре дня. Актриса Табу согласилась на роль второго плана, параллельно снимаясь в её дебютном тамильском фильме Kadhal Desam. Художником-постановщиком до этого во всех фильмах Мани Ратнама был Тхота Тхарани, но в этот раз режиссёру был нужен кто-то новый, и он нанял Самира Чадху.
По требованию цензоров в паре сцен диалоги были удалены и заменены фоновой музыкой: в сцене на пляже с героями Пракаша Раджа и Табу и в сцене речи Аравинда после смерти партийного лидера.

## Саундтрек
Все тексты написаны Вайрамуту, вся музыка написана А. Р. Рахманом.
| №  | Название                  | Исполнители                 | Длительность |
| -- | ------------------------- | --------------------------- | ------------ |
| 1. | «Kannai Kattikolathey»    | Харихаран                   | 5:56         |
| 2. | «Hello Mister Edirkatchi» | Харини, Раджагопал          | 4:12         |
| 3. | «Narumugaye»              | Унникришнан, Бомбей Джаяшри | 6:20         |
| 4. | «Venilla Venilla»         | Аша Бхосле                  | 4:59         |
| 5. | «Ayirathil Naan Oruvan»   | Мано                        | 5:51         |
| 6. | «Pookodiyin Punnagai»     | Сандхия ДжейКей             | 5:31         |
| 7. | «Udal Mannuku»            | Арвинд Свами                | 2:54         |
| 8. | «Unnodu Naan Irundha»     | Арвинд Свами                | 2:35         |

## Награды
Фильм был показан на Кинофестивале в Торонто в 1997 году в секции Мастеров
и получил приз на кинофестивале в Белграде.
- Национальная кинопремия за лучшую мужскую роль второго плана — Пракаш Радж[14]
- Национальная кинопремия за лучшую операторскую работу — Сантош Сиван[14]
- Filmfare Award за лучшую работу оператора — Сантош Сиван